# Urban Rec
Urban Rec – polska wytwórnia hip-hopowa, została założona w 2012 roku. Właścicielem oficyny jest przedsiębiorstwo New Media s.c.
Pierwszą płytą wydaną przez firmę był album producencki Donatana zatytułowany Równonoc. Słowiańska dusza. Był to także pierwszy album w historii polskiej muzyki hip-hopowej, który uzyskał status diamentowej płyty.
Nakładem oficyny ukazały się ponadto nagrania takich wykonawców jak: Chonabibe, Cleo, Mixtura, B.R.O, Wice Wersa, Gedz, South Blunt System, Natural Dread Killaz, B.A.K.U, JodSen, 2sty, Tusz Na Rękach, Mesajah oraz Deobson.